# هوش هیجانی
هوش احساسی، هوش عاطفی یا هوش هیجانی (به انگلیسی: Emotional intelligence | EI) شامل شناخت و کنترل عواطف و هیجان‌های خود و دیگران است. به عبارت دیگر، شخصی که EI بالایی دارد، سه مؤلفهٔ هیجان‌ها را به‌طور موفقیت‌آمیزی با یکدیگر تلفیق می‌کند: مؤلفهٔ شناختی، مؤلفهٔ فیزیولوژیکی و مؤلفهٔ رفتاری. متونِ علم مدیریت بر این باورند که رهبران و مدیران، با  هوش‌های هیجانیِ بالاتر، توان بیشتری برای هدایتِ سازمانِ تحت کنترل‌شان دارند. یافته‌های جدید نشان می‌دهد کارکنانی که دارای وجدان کاری و احساس وظیفه‌شناسی بالایی هستند، اما فاقدِ هوش احساسی و اجتماعی‌اند، در مقایسه با کارکنان مشابهی که از هوش احساسی بالایی برخوردارند، عملکرد ضعیف‌تری دارند.
از مقالاتِ پژوهشی برخی دانشمندان این‌گونه بر می‌آید که، کسانی که از هوش احساسی برخوردارند می‌توانند عواطف خود و دیگران را کنترل کرده، بینِ پیامدهای مثبت و منفی عواطف تمایز گذارند و از اطلاعاتِ عاطفی برای راهنمایی فرایندِ تفکر و اقدامات شخصی استفاده کنند. هوش احساسی، اصطلاحِ فراگیری است که مجموعهٔ گسترده‌ای از مهارت‌ها و خصوصیات فردی را دربرگرفته و به‌طور معمول به آن دسته مهارت‌های درون فردی و بین فردی گفته می‌شود که فراتر از دایرهٔ مشخصی از دانش‌های پیشین، چون بهرهٔ هوشی و مهارت‌های فنی یا حرفه‌ای است.

## پیشینه و تعریف

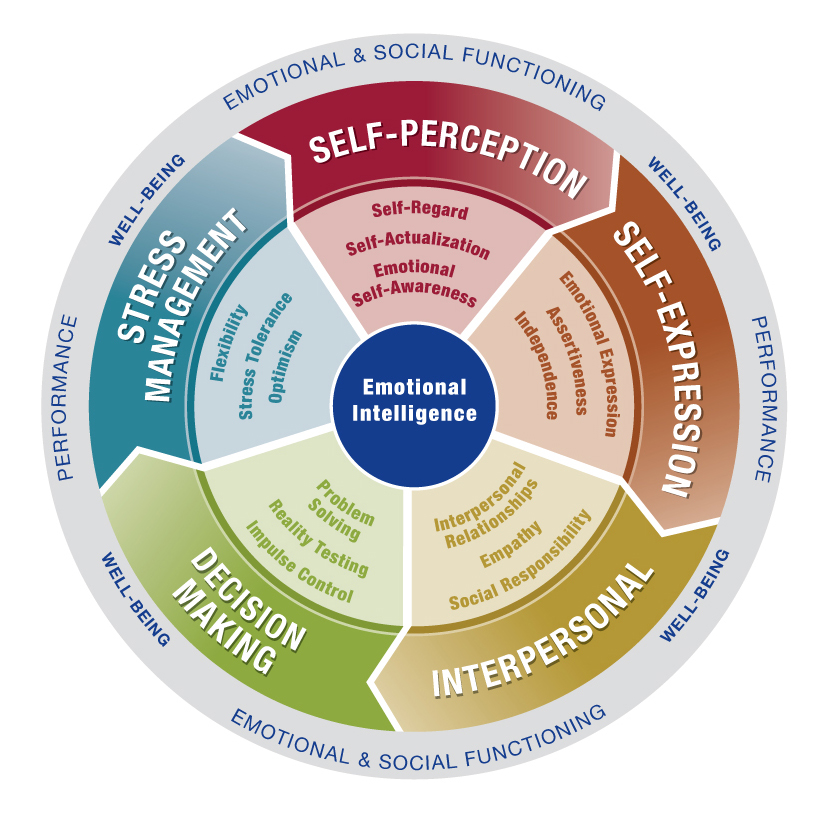
اینیاگرام هوش احساسی، مدل دنیل گولمن

ارسطو می‌گوید:
"عصبانی شدن آسان است؛ همه می‌توانند عصبانی شوند، اما عصبانی شدن در برابر شخصِ مناسب، به میزان مناسب، در زمان مناسب، به دلیل مناسب و به روش مناسب – آسان نیست!"
دانیل گلمن معتقد است، هوش عاطفی بالا تبیین می‌کند که چرا افرادی با بهرهٔ هوشیِ متوسط، موفق تر از کسانی هستند که نمره‌های بهره هوشی بالاتری دارند. بهرهٔ هوشی نمی‌تواند به خوبی از عهدهٔ توضیحِ سرنوشت متفاوتِ افرادی بر آید که فرصت‌ها، شرایط تحصیلی و چشم‌اندازهای مشابهی دارند.
ادوارد تورندایک از روانشناسان برجسته قرن بیستم در حوزه‌های یادگیری، آموزش و هوش، در سال ۱۹۲۰ مفهومی به نام هوش اجتماعی یا Social Intelligence را به صورت زیر تعریف کرد: 
«هوش اجتماعی یعنی توانایی درک و مدیریت کردن مردان، زنان، دختران و پسران، برای رفتار خردمندانه در روابط انسانی.»

در دهه ۱۹۴۰ وقتی نود و پنج دانشجوی دانشگاه هاروارد را، یعنی دورانی که دانشجویان دانشگاه‌های شرق آمریکا را افرادی با هوش بهر‌های متنوع تر از امروز تشکیل می‌دادند؛ تا سنین میان‌سالی مورد بررسی قرار دادند، چنین دیدند که افرادی که بالاترین نمره‌های تحصیلی را داشتند از نظر میزان حقوق دریافتی، بهره‌وری و موفقیت شغلی از همدوره‌ای‌های ضعیف‌تر خود موفق تر نبودند. آنان حتی از نظر میزان رضایت از زندگی شخصی یا رضایت از روابط دوستانه، خانوادگی و عشقی نیز وضعیتی برتر نداشتند.
اصطلاح هوش عاطفی برای اولین بار در دهه ۱۹۹۰ توسط روان‌شناسی به نام پیتر سالووی مطرح شد. آن اظهار داشت، کسانی که از هوش احساسی برخوردارند، می‌توانند عواطف خود و دیگران را کنترل کرده، بین پیامدهای مثبت و منفی عواطف تمایز گذارند و از اطلاعات عاطفی برای راهنمایی فرایند اندیشه و اقدامات شخصی استفاده کنند.
با ظهور عصر اطلاعات و ارتقای ارزش‌مندی ارتباطات انسانی و هم چنین بروز موقعیت‌های استراتژیک سازمانی، نظریه هوش عاطفی رشد چشم‌گیری یافته و از مباحث پرطرفدار سازمانی شده‌است. هوش احساسی، از آخرین مباحث متخصصین در خصوص درک تمایز بین منطق و هیجان بوده و برخلاف مباحث اولیه در این‌جا، فکر و هیجان به عنوان موضوعاتی برای سازگاری و هوشمندی تلقی شده‌است. به علاوه، شبیه سایر مباحث مطرح در خصوص ماهیت انسان، هوش احساسی نیز دستخوش دو نوع بحث و گفتگوی علمی و عوام پسند گردیده‌است.
اصطلاح هوش عاطفی برای اولین بار در دهه ۱۹۹۰ توسط دو روان‌شناس به نام‌های جان مایر و پیتر سالووی مطرح شد. آنان اظهار داشتند، کسانی که از هوش احساسی برخوردارند، می‌توانند عواطف خود و دیگران را کنترل کرده، بین پیامدهای مثبت و منفی عواطف تمایز گذارند و از اطلاعات عاطفی برای راهنمایی فرایند اندیشه و اقدامات شخصی استفاده کنند. دانیل گلمن صاحب نظر علوم رفتاری و نویسنده کتاب «کار کردن به وسیله هوش احساسی» اولین کسی بود که این مفهوم را وارد عرصه سازمان نمود. گلمن هوش احساسی را استعداد، مهارت یا قابلیتی دانست که عمیقاً تمامی توانایی‌های فردی را در دایرهٔ خود دارد. در مدل گُلمن به‌طور خلاصه پنج حوزهٔ اساسی هوش احساسی مورد بررسی قرار گرفته‌است:
1. شناخت هیجان‌ها و احساسات خود، خودآگاهی
2. مدیریت هیجان‌ها و احساسات خود، خودمدیریتی
3. خودانگیزشی
4. تشخیص و درک هیجان‌ها و احساسات دیگران، دیگرآگاهی
5. مدیریت رابطه با دیگران، دیگر مدیریتی

مدل گُلمن امروزه به‌طور وسیعی به رسمیت شناخته شده‌است. این مدل می‌گوید وقتی فردی دارای هوش عقلی یا بهرهٔ هوشی (IQ) بالایی است، لزوماً دارای هوش احساسی بالا نیست. هوشمند بودن یک امتیاز است که البته تضمینی برای موفقیت در زندگی و روابطِ بین فردی و اجتماعی نخواهد بود.

## تفاوت هوش احساسی و بهره هوشی
IQ همان هوش عادی است که بیشتر مردم می‌شناسند. حتماً شما هم افرادی را می‌شناسید که با اینکه هوش بالایی دارند ولی زندگی موفقی ندارند. IQ شما را بر روی بهترین صندلی‌های دانشگاه می‌نشاند اما از اینجا این هوش احساسی است که به شما کمک می‌کند روابط درستی انتخاب کنید و به اهداف و موقعیت‌های بهتری دست پیدا کنید. بیشترین موفقیت زمانی حاصل می‌شود که شما هر دو هوش را تقویت کنید هم IQ هم هوش احساسی.

## مغز هیجانی
برای درک تسلط مقتدرانه هیجان‌ها بر ذهن خردورز - و چراییِ در هم افتادگیِ احساسات و منطق، نحوه تکامل مغز مورد بررسی قرار می‌گیرد. اندازه مغز انسان که از حدود ۱۳۵۰ گرم یاخته عصبی و مایع سلولی تشکیل می‌شود، تقریباً سه برابر مغز بستگان نزدیک او در چرخهٔ فرگشت، یعنی نخستین‌های غیر انسان است.
در طول میلیون‌ها سال فرگشت، مغز از پایین به سمت بالا تکامل یافته و مراکز بالاتر آن از بسط و تفصیل قسمت‌های پایین‌تر و کهن تر به وجود آمده‌اند. به گونه‌ای که رشد مغز در جنین انسان تقریباً همین مسیر تکاملی را طی می‌کند.
ابتدایی‌ترین بخش مغز در تمام گونه‌های عصبی شان، ساقه مغز است که قسمت فوقانی نخاع شوکی را احاطه کرده‌است. ریشهٔ مغز، اعمال حیاتی ابتدایی مانند تنفس و سوخت و ساز اندام‌های دیگر بدن را تنظیم می‌کند و کنترلِ واکنش‌ها و حرکات قالبی را بر عهده دارد. نمی‌توان گفت که این مغزِ ابتدایی، فکر می‌کند یا قدرت یادگیری دارد؛ بلکه بیشتر مجموعه‌ای از تنظیم‌کننده‌های از قبل برنامه‌ریزی شده‌است که بدن را آن‌گونه که باید به حرکت وامی‌دارد و به گونه‌ای واکنش نشان می‌دهد که ادامه حیات را ممکن سازد.
در عصر خزندگان این مغز حاکمیت داشت. ماری را مجسم کنید که به نشانهٔ تهدید به حمله؛ «فِس فِس» می‌کند. مراکز هیجانی از ابتدایی‌ترین ساختارهای مغز، یعنی ساقهٔ مغز، سر برآوردند. میلیون‌ها سال بعد در طول دوران تکامل؛ از این قسمت‌های هیجانی، مغز متفکر یا قشر تازهٔ مخ پدید آمد، یعنی پوستهٔ بزرگی که متشکل از بافت‌هایی در هم پیچیده که لایه‌های فوقانی مغز را تشکیل می‌دهند. این واقعیت که مغز متفکر از مغز هیجانی به وجود آمده‌است، رابطهٔ میان فکر و احساسات را آشکارتر می‌سازد، به این صورت که خیلی پیش از آنکه مغز منطقی پدید آید، مغز هیجانی وجود داشته‌است. تکامل مراکز قدیمی هیجانی از قطعه بویایی شروع شد و این مراکز در نهایت به قدری بزرگ شدند که قسمت فوقانی ساقه مغز را احاطه کردند.
در مراحل اولیه، مرکز بویایی از لایه‌های عصبی باریکی تشکیل می‌شد که برای تجزیه و تحلیل بو به کار برده می‌شدند. یک لایه از این یاخته‌ها، آنچه را که فرد بوییده بود دریافت می‌کرد و به دسته‌های مختلف طبقه‌بندی می‌نمود. خوردنی یا سمی، جُفتِ جنسی، دشمن یا طعمه. لایهٔ دوم یاخته‌ها از طریق سیستم عصبی، پیام‌های بازتابی را ارسال می‌کرد تا به بدن دستور لازم را بدهد: گاز گرفتن، از دهان بیرون ریختن، نزدیک شدن، گریختن، تعقیب کردن و شکار.
با پدید آمدن اولین پستانداران، لایه‌های جدید و اصلی مغز هیجانی به وجود آمدند، این لایه‌ها که ساقه مغز را دربر گرفته‌اند به نانی حلقوی شباهت دارند که ته آن را گاز زده باشند، یعنی جایی که ساقهٔ مغز میان آن قرار گرفته‌است. از آنجا که این قسمت مغز به دور ساقه مغز حلقه زده و آن را در میان گرفته‌است، به آن دستگاه کناره‌ای یا سامانهٔ لیمبیک می‌گویند که ریشهٔ لغوی آن کلمه لاتینِ "Limbus" به معنای حلقه است. این محدودهٔ عصبی جدید، هیجان‌های مناسب را به مجموعهٔ مغز اضافه کرد. در مواقعی که اسیرِ اشتیاق یا غضب، یا سراپا غرقِ عشق یا ترس و وحشت می‌شویم، در واقع دستگاه لیمبیک است که مارا در چنگال خود دارد.
آمیگدال یا بادامه، ساختاری است که در دستگاه کناره‌ای قرار گرفته‌است و مرکز آگاهی هیجان‌رفتاری در سطح نیمه‌خودآگاه است. بادامه وضعیت جاری هرکس را در ارتباط با محیط اطراف و افکار به لیمبیک می‌فرستد و براساس ارتباطی که با هیپوتالاموس دارد، قادر است پاسخ‌های هیجانِ‌رفتاری مناسب را در ما به وجود آورد، مانند راست شدن موها در زمان ترس، گشاد شدن مردمک چشم در زمان شادی، افزایش ضربان قلب در زمان خشم. به‌همین دلیل، بادامه را بخشِ پایه سامانه پاداش‌دهنده و تنبیه‌کننده و مرکز تنظیمی در هوش احساسی می‌نامند که در اصطلاح به آن مغز هیجانی گفته می‌شود.

## چگونگی آموزش در کودکی

کودک در حال خواندن کتاب داستان

داشتن دانش و آگاهی دربارهٔ احساسات و هیجانات کودک برای والدین الزامیست. باید محیطی را ایجاد کرد که همه به بیان احساسات خود بپردازند. از بچه خواسته شود احساسات خود را نقاشی کند یا به زبان بیاورد. احساس امنیت و فضای حمایتی نیز به این روند کمک خواهد کرد.
هوش احساسی به دلیل کاربردهایی که دارد و به‌خصوص در مورد کودکان از جایگاهی ویژه برخوردار است. هوش احساسی به کودکان کمک می‌کند تا در موقعیت‌های تهدیدکننده و خطرناک، واکنش مناسب تری برای نجات خود انجام دهند. همچنین با کمک هوش احساسی می‌توانند به ریشه‌های غم و شادی در خود پی‌ببرند و آن را مدیریت کنند. حساسیت و هوش احساسی بالاتر به کودکان کمک می‌کند تا نیازهای دیگران را درک، حداقل با همدلی به آن‌ها کمک و با کنترل بر احساسات خود، حس مسئولیت‌پذیری را در خود تقویت کنند. در مجموع، هوش احساسی به خصوص به کودکان کمک می‌کند تا یادگیری بهتری داشته و خوشحال‌تر، سالم‌تر و موفق‌تر باشند.
واقعیت آن است که کودکان، هیچ‌گاه آنچه را که شما می‌گویید، انجام نمی‌دهند، اما همیشه در پایان، آنچه را که شما انجام می‌دهید به انجام می‌رسانند؛ بنابراین، پیش از اینکه ما به کودک خود فکر کنیم که چگونه می‌توانیم، هوش احساسی او را پرورش دهیم یا هیجان‌های او را مدیریت کنیم، بهتر است، ابتدا به فکر فراگیری روش‌هایی برای مدیریت هیجان‌های خود باشیم، آنگاه خواهیم دید که آن‌ها چطور می‌توانند، عواطف و احساسات خود را مدیریت نمایند. برای پرورش هوش احساسی و اجتماعی در کودکان، نباید منتظر بمانیم که تنها خود آن‌ها با ما ارتباط برقرار کنند. هرچند این سخن، به این معنا نیست که آن‌ها قادر
به برقراری ارتباط نیستند؛ زیرا آن‌ها درست از زمانی که به دنیا می‌آید، بدون اینکه هیچ کلمه‌ای را بشناسند، می‌توانند با دیگران ارتباط برقرار کنند.
توانمندی‌های هوشی ثابت هستند اما هوش احساسی می‌تواند فراگرفته شود یا بهبود یابد. زمانی که کودکان از نظر هوش احساسی هوشمند شوند قادر خواهند بود به استعدادهای خود دست یابند. دلیل آن است که عملکرد بالای مغز به وسیله تنش محدود شده، بدین‌سان کودک قادر به تمرکز نبوده و نمی‌تواند به تفکر بپردازد. کودکانی که یادمی‌گیرند همسو با واکنش‌ها مثبت فکر کنند قادر خواهند بود که بر هیجانات سخت خود چیره شوند. یادگیری و حافظه تحت تأثیر هیجان‌های شدید قرار می‌گیرند و هیجان می‌تواند تأمین‌کننده سوخت برای یادگیری قلمداد شود.
کنترل کردن و ابراز کردن مناسب احساسات به کاهش مشکلات رفتاری منتهی می‌شود و نهایتاً به پذیرش بیشتر دیگران کودکانی که هیجانِ همسویِ منفی خودشان را به شکل غیرقابل کنترل مثل به هم کوبیدن در و ناسزا ابراز می‌کنند، واکنش منفی دیگران را علیه خود برمی‌انگیزد. این بازخوردهای منفیِ دیگران باعث می‌شود از خود ارزشمندیِ کودکان کاسته شود. نیاز احساس به مهم بودن، احساسِ موردِ حمایت بودن، احساسِ احترام و حسِ دوست داشته شدن، از جمله نیازهایی است که کودکان را به جنگ با مشکلات و تلاش برای حل مسایل وامی‌دارد. هنگامی که آنان این احساسات را در محیط‌های مربوط تجربه نکنند ممکن است برای تأمین نیازهای خود، به سمتِ واکنش‌های منفی هدایت شوند. مشکلات رفتاری نتیجه هوشِ هیجانیِ پایین و خشونت نیز ممکن است زاییده احساساتی چون ضعف و ناکامی و درحاشیه بودن باشد.
والدین با صحبت کردن، مکث کردن، توجه کردن به بیان احساس‌ها و هیجان‌های نوزاد و کودک خود، دادن فرصت تمرین هیجان‌ها به او در محیط بازی، ارائه الگوی تقویت و مشاهده‌ای و نوازشگری می‌توانند، سنگ بنای ارتباط اجتماعی و پرورش هوش احساسی را در کودکان بنا کنند.
تعدادی از راهکارهای مهمی که برای بالا بردن هوش احساسی کودک باید در دستور کار قرار داد، به شرح زیر است:
توجه ویژه به تغذیهٔ بچه‌ها امری بسیار مهم در این مورد است. فردی که از تغذیهٔ مناسب برخوردار نیست، به‌هیچ‌وجه نمی‌تواند عملکرد درستی نیز داشته باشد. تغذیهٔ نامناسب باعث از بین رفتن تمرکز کودکان می‌شود و اضطراب و بیش‌فعالی را در آن‌ها افزایش می‌دهد. مخفی نکردن احساسات خود از فرزندان نیز نقش مهمی در تقویت هوش احساسی آن‌ها دارد، بدین‌ترتیب کودک می‌تواند انواع احساسات را درک کند و آن‌ها را از هم متمایز نماید. سعی کنید روحیه همدلی را در کودکان خود تقویت کنید تا به افزایش هوش احساسی کودک‌تان کمک کند. بازی‌های افزایش هوش احساسی نیز می‌تواند کمک قابل توجهی به بالا بردن هوش هیجان کودک کند. بچه‌ها در جریان بازی عصبانی‌شدن، ناراحتی، خوشحالی، ناامیدی و… را در کنار یکدیگر تجربه می‌کنند. از موارد دیگر می‌توان به تمرکز کردن روی رفتارهای صحیح کودک اشاره کرد. تشویق کودکان به انجام و تکرار رفتارهای مثبت به‌مراتب تأثیرات تربیتی بالاتری روی آن‌ها دارد. همچنین آشنا کردن کودک با عوامل تحریک کننده‌اش و ارائه راهکارهای مناسب برای کنترل احساسات و عواطف شخصی مانند قدم‌زدن، گوش‌دادن به موسیقی، تماشاکردن فیلم، دردودل‌کردن با دیگران و… می‌تواند نقش بسیار مهمی در آموزش کودکان در همین راستا باشد.

## عوامل مؤثر در هوش احساسی
سالووی توصیف مبنایی خود را از هوش احساسی بر اساس نظریات گاردنر در مورد استعدادهای فردی، قرار می‌دهد و این توانایی‌ها را به پنج حیطه اصلی بسط می‌دهد.

### شناخت عواطف شخصی
خود آگاهی- تشخیص هر احساس به همان صورتی که بروز می‌کند- سنگ بنای هوش احساسی است. توانایی نظارت بر احساسات در هر لحظه برای به دست آوردن بینش روان شناختی و ادراک خویشتن، نقشی تعیین‌کننده دارد. ناتوانی در تشخیص احساسات واقعی، ما را به سردرگمی دچار می‌کند. افرادی که نسبت به احساسات خود اطمینان بیشتری دارند، بهتر می‌توانند زندگی خویش را هدایت کنند. این افراد دربارهٔ احساسات واقعی خود در زمینه اتخاذ تصمیمات شخصی از انتخاب همسر آینده گرفته تا شغلی که برمی‌گزینند، احساس اطمینان بیشتری دارند.

### به کار بردن درست هیجان‌ها
قدرت تنظیم احساسات خود، توانایی و مهارت عاطفی است که بر حس خودآگاهی متکی می‌باشد و شامل ظرفیت شخص برای تسکین دادن خود، دور کردن اضطراب‌ها، افسردگی‌ها یا بی حوصلگی‌های متداول و پیامدهای شکست است. افرادی که به لحاظ این توانایی ضعیفند، به‌طور دائم با احساس نومیدی و افسردگی دست به گریبانند، در حالی که افرادی که در آن مهارت زیادی دارند، با سرعت بسیار بیشتری می‌توانند ناملایمات زندگی را پشت سر بگذرانند.

### برانگیختن خود
برای جلب توجه، برانگیختن شخصی، تسلط بر نفس خود و برای خلاق بودن لازم است سکان رهبری هیجان‌ها را در دست بگیرید تا بتوانید به هدف خود دست یابید. خویشتن داری عاطفی،به تأخیر انداختن کامرواسازی و فرونشاندن تکانش‌ها، زیر بنای تحقق هر پیشرفتی است. توانایی دستیابی به مرحله غرقه شدن در کار، انجام هر نوع فعالیت چشمگیر را میسر می‌گرداند. افراد دارای این مهارت، در هر کاری که بر عهده می‌گیرند بسیار مولد و اثربخش خواهند بود.

### شناخت عواطف دیگران
همدلی، توانایی دیگری که بر خودآگاهی عاطفی متکی است، «مهارت ارتباط با مردم» است. افرادی که از همدلی بیشتری برخوردار باشند، به علایم اجتماعی ظریفی که نشان دهنده نیازها یا خواسته‌های دیگران است توجه بیشتری نشان می‌دهند. این توانایی، آنان را در حرفه‌هایی که مستلزم مراقبت از دیگرانند، تدریس، فروش و مدیریت موفق تر می‌سازد.

### حفظ ارتباط‌ها
بخش عمده‌ای از هنر برقراری ارتباط، مهارت کنترل عواطف در دیگران است، مانند صلاحیت یا عدم صلاحیت اجتماعی و مهارت‌های خاص لازم برای آن. این‌ها توانایی‌هایی هستند که محبوبیت، رهبری و اثربخشی بین فردی را تقویت می‌کنند. افرادی که در این مهارت‌ها توانایی زیادی دارند، در هر آنچه که به کنش متقابل آرام با دیگران بازمی‌گردد به خوبی عمل می‌کنند، آنان ستاره‌های اجتماعی هستند.
البته افراد از نظر توانایی‌های خود در هر یک از این حیطه‌ها، با یکدیگر تفاوت دارند و ممکن است بعضی از ما برای نمونه در کنار آمدن با اضطراب‌های خود به‌طور کامل موفق باشیم، اما در تسکین دادن نا آرامی‌های دیگران چندان کار آمد نباشیم. بدون شک، زیر بنای اصلی سطح توانایی ما، عصب است اما مغز به طرز چشمگیری شکل‌پذیر است و همواره در حال یادگیری است.
سستی افراد را در مهارت‌های عاطفی می‌توان جبران کرد: هرکدام از این حیطه‌ها تا حد زیادی نشانگر مجموعه‌ای از عادات و واکنش‌هایی است که با تلاش صحیح، می‌توان آن‌ها را بهبود بخشید.

## رابطهٔ هوش احساسی با فریب و دروغگویی
- گاهی گفته می‌شود که افراد دارای «هوش احساسی» بالا، توانایی فوق‌العاده‌ای در تشخیص فریب و دروغگویی دیگران دارند. در سال ۲۰۱۲ مقاله‌ای در مجلهٔ «روانشناسی جرم‌شناسی و کیفر شناختی» انجمن روانشناسی انگلستان به چاپ رسید که در آن «استیفِن پورتِر» رئیس «مرکز پیشرفت روانشناسی و قانون»، با استفاده از آزمون‌های استاندارد شدهٔ شانزده‌گانه، هوش احساسی داوطلبان را مورد ارزیابی قرار داد و سپس از شرکت کنندگان خواست که به ۲۰ نوار ویدئویی نگاه کنند.[نیازمند منبع]

این نوارهای ضبط شده مربوط به مردمانی از نقاط مختلف جهان بود که از دیگران می‌خواستند برای یافتن و بازگرداندن ایمن و سالم یکی از اعضای خانواده‌شان که مفقودالاثر شده بود به آن‌ها کمک کنند. نیمی از این نوارهای ویدئویی مربوط به کسانی بود که بعدها مسئولیت مفقود شدن یا قتل عضو خانواده خود را در دادگاه پذیرفته و به آن اعتراف کرده بودند. زمانی که شرکت کنندگان نوارها را تماشا می‌کردند، از آن‌ها درخواست شد که دربارهٔ راستگویی یا دروغگویی این افراد قضاوت کنند و به این ترتیب نحوهٔ قضاوت شرکت کنندگان با ارزیابی هوش احساسی آن‌ها مورد مقایسه قرار گرفت. پورتر، به این نتیجه رسید که افراد دارای هوش احساسی و اعتماد به نفس بالا، کسانی را با صداقت ارزیابی کردند که به صورت احساسی، تکه‌ای از لباس گم شدگان خود را به دیگران نشان می‌دادند و درخواست کمک می‌کردند طوری که حس دلسوزی دیگران را تحریک کنند. با این حال بین قضاوت افرادِ دارای هوش احساسی بالا و دیگران تفاوت زیادی وجود نداشت، بنابراین حتی افراد با هوش احساسی بالا نیز قادر نیستند بین راستگویی و دروغگویی تشخیص درست و قابل اعتمادی ارائه دهند.

## مزایای استفاده از تست سنجش هوش احساسی
سطح هوش احساسی را مانند بهره هوشی (IQ) می‌توان به کمک تست‌های معتبر اندازه‌گیری کرد. با انجام این تست‌ها می‌توانید:
- مهارت و نقاط قوت خود در مدیریت احساسات، افکار و روابط‌تان را بسنجید.
- نقاط ضعف خود در مدیریت احساسات، افکار و روابط‌تان را بسنجید.
- برای رفع نقاط ضعف و تقویت نقاط قوت خود برنامه‌ریزی کنید.
- از مهارت‌ها و نقاط قوت خود برای رسیدن به موفقیت‌های تحصیلی، شغلی و خانوادگی استفاده کنید.
- گام بزرگی در جهت شناخت بهتر و بیشتر خودتان بردارید.